# Серваль, Клод
Клод Серваль (фр. Claude Cerval, 21 февраля 1921, Париж, Франция — 25 июля 1972, там же) — французский актёр театра, кино и телевидения.

## Биография
После окончания средней школы, брал уроки актёрского мастерства, среди прочих, у Луи́ Жуве́ . Выступал на сценах театров и в кабаре, в том числе, национального театра «Одеон» в Париже, Национального народного театра в Вийёрбане. Играл в спектаклях режиссёра Жана Вилара.
С 1954 по 1971 год снялся в более чем сорока фильмах.

## Избранная фильмография
- 1956 — Боб — прожигатель жизни — Жан, крупье
- 1958 — Красавчик Серж — священник
- 1959 — Кузены — Кловис
- 1959 — Раскаленный асфальт
- 1960 — Бал шпионов — Жархо Солен
- 1960 — Взвесь весь риск — Рауль Фарже
- 1960 — Игры любви
- 1961 — Офелия — Адриан
- 1962 — Жерминаль — Виктор, коммерсант
- 1962 — Преступление не выгодно — Морин
- 1963 — Мелодия из подвала — комиссар полиции
- 1963 — Меч и весы
- 1964 — Коплан, секретный агент FX 18 — Барте
- 1964 — Прекрасным летним утром — Жан-Пьер (Пьеро)
- 1966 — Дневная красавица
- 1966 — Корсары и флибустьеры (телефильм)
- 1966 — Потасовка в Панаме — Рене
- 1967 — Большие каникулы
- 1968 — Берю и его женщины
- 1969 — Млечный путь— Бригадир
- 1970 — Борсалино
- 1970 — Умереть от любви
- 1971 — Прыжок ангела — Марк Орсини